# Galovany
Galovany jsou obec na Slovensku, v okrese Liptovský Mikuláš v Žilinském kraji ležící 2 km na jih od vodního díla Liptovská Mara. Na území obce ležela vesnice Paludza, která byla nádrží Liptovská Mara zatopena.
V roce 2016 zde žilo 269 obyvatel.